# Hemfjärden

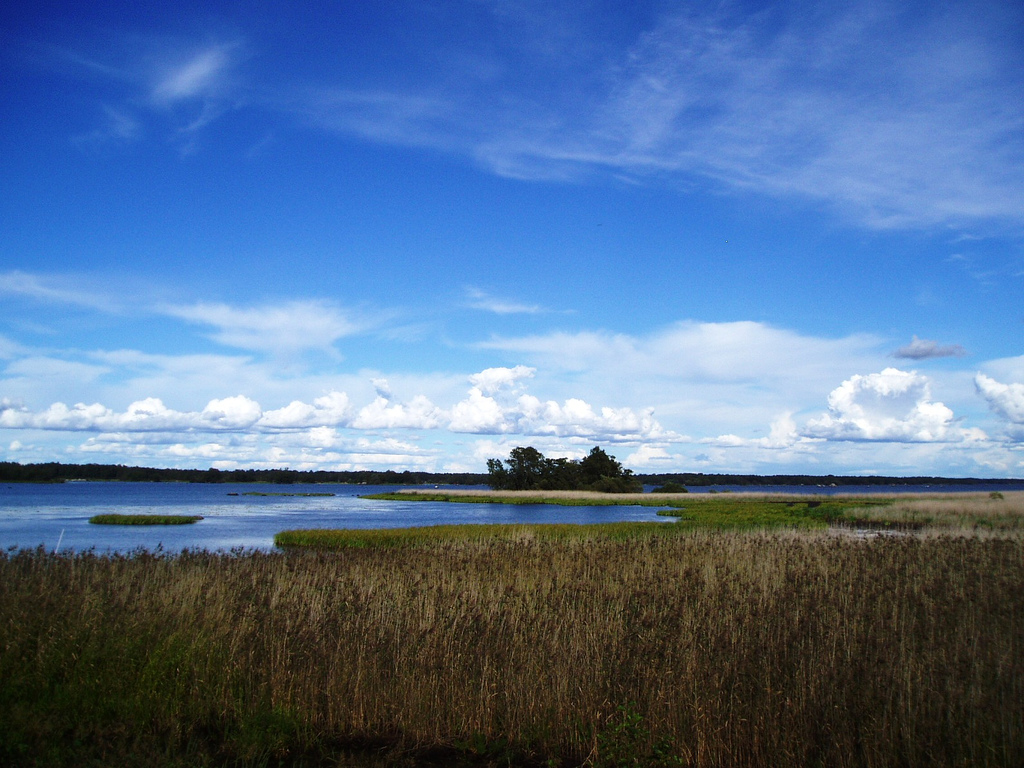
Hemfjärden nära Örebro.

Hemfjärden är den västligaste delen av Hjälmaren och en av sjöns fyra delbassänger. Den begränsas i öster av den långsmala Essön mot resten av Hjälmaren. Hemfjärdens västra strand består av naturreservat i Örebros utkanter och är ett populärt utflyktsmål. Svartån mynnar också i Hemfjärden. Hemfjärden är mycket grund, och all båttrafik rekommenderas den mittgående farleden i fjärden.